# Erdenechimeguiin Guereltuyaa
Erdenechimeguiin Guereltuyaa (7 de enero de 1982) es una deportista mongola que compitió en judo. Ganó una medalla de bronce en el Campeonato Asiático de Judo de 2001 en la categoría de –48 kg.

## Palmarés internacional
| Campeonato Asiático | Campeonato Asiático   | Campeonato Asiático | Campeonato Asiático |
| Año                 | Lugar                 | Medalla             | Categoría           |
| ------------------- | --------------------- | ------------------- | ------------------- |
| 2001                | Ulán Bator (Mongolia) | Medalla de bronce   | –48 kg              |